# NBCUniversal
 (транскр.  Ен-Би-Си-Јуниверсал мидија, Ел-Ел-Си) је амерички мас-медијски конгломерат у власништву компаније Comcast, чије се седиште налази на адреси 30 Rockefeller Plaza у Мидтаун Менхетну.
NBCUniversal примарно учествује у медијској и забавној индустрији. Названа је по својим најзначајнијим дивизијама, National Broadcasting Company (NBC) — једном од америчке три велике телевизијске мреже — и виликом Холивудском филмском студију Universal Pictures. Такође има значајно присуство у емитовању путем портфеља домаћих и међународних својстава, укључујући USA Network, SyFy, Bravo, Telemundo, Universal Kids и стриминг услугу Peacock. Преко своје дивизије Universal Parks & Resorts, NBCUniversal је такође трећи највећи оператор забавних паркова у свету.